# کارلوس کوئباس
کارلوس کوئباس (اسپانیایی: Carlos Cuevas‎؛ زادهٔ ۲۷ دسامبر ۱۹۹۵) بازیگر اهل اسپانیا است. وی از سال ۲۰۰۲ میلادی تاکنون مشغول فعالیت بوده‌است و نخستین بار در سن ۹ سالگی با بازی در سریال تلویزیونی وِندِلْپلا نامش بر سر زبان‌ها افتاد.

از فیلم‌ها یا برنامه‌های تلویزیونی که وی در آن نقش داشته‌است، می‌توان به ۴۷، هر چه بیشتر، بهتر، مرلی، تابستانی که گذراندیم، وِندِلْپلا و بی‌کران اشاره کرد.